# Zimowe Igrzyska Paraolimpijskie 1980
II Zimowe Igrzyska Paraolimpijskie odbyły się w norweskiej miejscowości Geilo w dniach 1 - 7 lutego 1980. W zawodach brali udział sportowcy ze wszystkimi rodzajami niepełnosprawności ruchowych. Podczas igrzysk odbyły się zawody w narciarstwie alpejskim i klasycznym, oraz zjazdy sań jako sport pokazowy.

## Państwa biorące udział w II ZIP
| - Australia - Austria - Czechosłowacja - Dania - Finlandia - Francja - Japonia - Jugosławia - Kanada | - Nowa Zelandia - Norwegia - RFN - Stany Zjednoczone - Szwecja - Szwajcaria - Uganda - Wielka Brytania - Włochy |

## Klasyfikacja medalowa
| Klasyfikacja medalowa |                   |       |        |      |       |
| Pozycja               | Państwo           | Złoto | Srebro | Brąz | Razem |
| 1                     | Norwegia          | 23    | 21     | 10   | 54    |
| 2                     | Finlandia         | 15    | 7      | 12   | 34    |
| 3                     | Austria           | 6     | 10     | 6    | 22    |
| 4                     | Szwecja           | 5     | 3      | 8    | 16    |
| 5                     | Szwajcaria        | 4     | 2      | 3    | 9     |
| 6                     | Stany Zjednoczone | 4     | 1      | 1    | 6     |
| 7                     | RFN               | 3     | 5      | 9    | 17    |
| 8                     | Kanada            | 2     | 3      | 1    | 6     |
| 9                     | Francja           | 1     | 1      | 1    | 3     |
| 10                    | Czechy            | 0     | 1      | 0    | 1     |